# Padang Sarai
Padang Sarai is een bestuurslaag in het regentschap Padang van de provincie West-Sumatra, Indonesië. Padang Sarai telt 16.808 inwoners (volkstelling 2010).